# Grandmetz
Grandmetz est une section de la ville belge de Leuze-en-Hainaut située en Région wallonne dans la province de Hainaut. C'était une commune à part entière avant la fusion des communes de 1977.

## Évolution démographique
- Sources : INS, Rem. : 1831 jusqu'en 1970 = recensements, 1976 = nombre d'habitants au 31 décembre.

## Histoire

### Préhistoire
Peu d’informations nous sont parvenues sur le passé préhistorique de l’entité. Nous pouvons uniquement assurer qu’une présence mésolithique et néolithique a été identifiée dans le bois du Carmois.
Des fouilles ont mis au jour une série de fragments de grattoirs, lames, couteaux et autres silex néolithiques.

### Antiquité
À Grandmetz, des traces d’une communauté gallo-romaine sont attestées.
Il s’agissait à proprement parler d’un diverticulum (voie secondaire à une chaussée) qui passait par Grandmetz et traversait le village de Moustier avant de rejoindre la chaussée.

### Moyen Âge
Vers 1250, la seigneurie de Grandmetz appartient à un certain Guillaume de Popuelles. Elle sera détenue par la famille d'Antoing avant d'être vendue à la famille de Woestine.

### Temps modernes
Du début du XVe siècle à 1562, la seigneurie de Grandmetz appartient à la famille de Woestine. C'est à un certain Roger de la Woestine qu'elle est cédée en 1409.
En 1740, elle est vendue à Denis Errembault de Dudzeele. Elle restera dans les possessions de la famille Errembault de Dudzeele jusqu'à la seconde moitié du XIXe siècle.
À cette époque, Grandmetz fait partie du comté de Hainaut, de la châtellenie d'Ath, du diocèse de Cambrai et du décanat de Saint-Brice.

### Époque contemporaine
Durant la période industrielle, Grandmetz passe entre les mains du baron du Sart de Bouland (1876).

## Héraldique
|  | Blasonnement : De sable à la fasce d'or, accompagnée en chef de deux fleurs de lis d'argent. - Arrêté royal : 29 avril 1968 Source du blasonnement : Blason de Grandmetz sur le site Heraldry-wiki.com |

## Patrimoine et culture

### Patrimoine architectural, archéologique et naturel
On recense huit monuments repris à l’Inventaire Monumental du Patrimoine de Belgique.

#### Patrimoine archéologique
Neuf sites archéologiques ont été identifiés à proximité du village.

#### Patrimoine civil

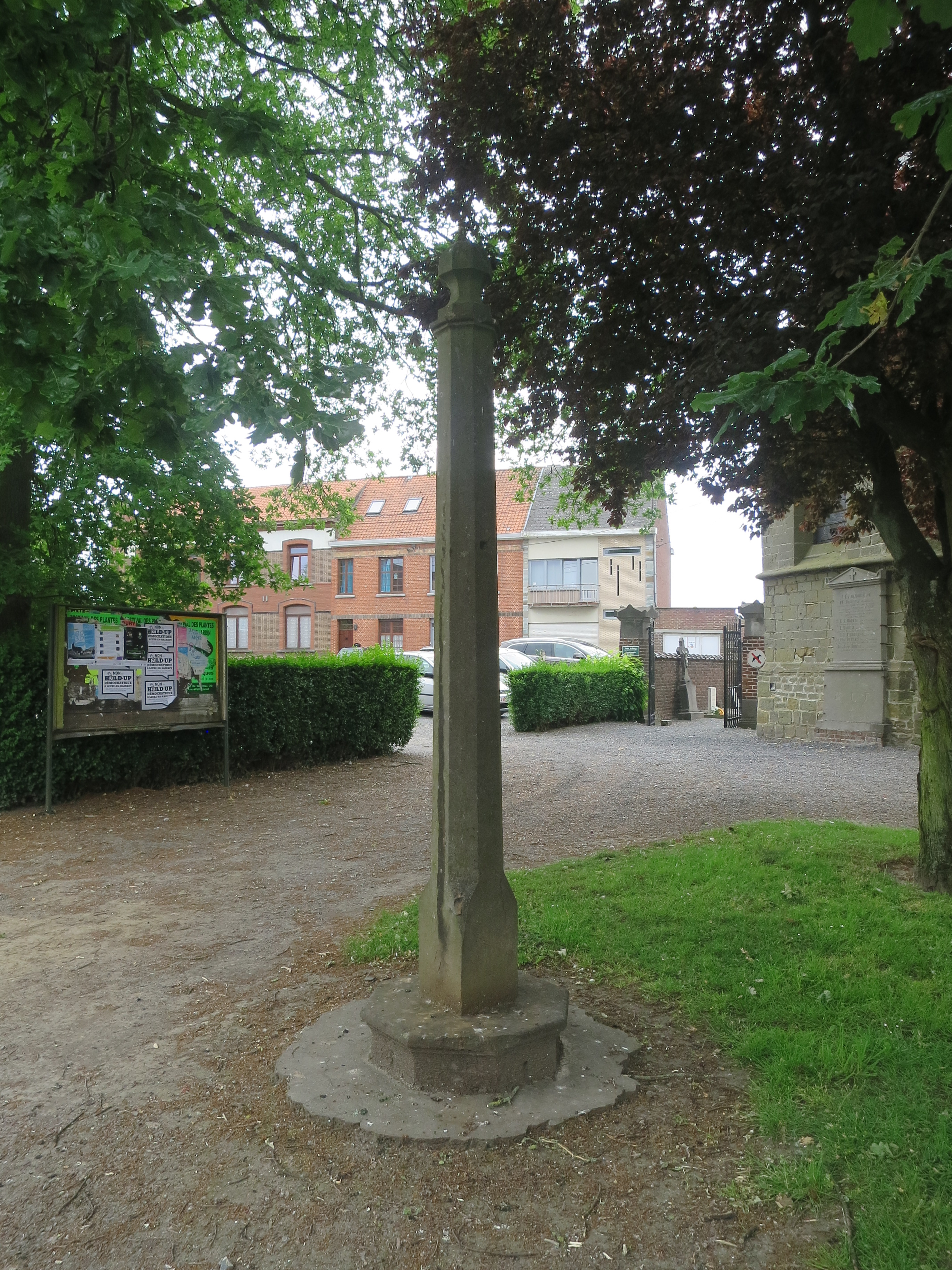
Pilori de Grandmetz

##### Le pilori
Durant l'Ancien Régime, le pilori est un symbole judiciaire de l'autorité seigneuriale. Il exprime la puissance de son seigneur et donne un signal d’avertissement à tous les malfaiteurs.
À Grandmetz, il s'agit d'un monolithe en pierre haut de 3 mètres 10, large de 0.28 centimètre. De forme carrée à la base, il évolue en une forme octogonale surmonté d'une moulure en forme de chapiteau et surmonté d'une boule.

À l'origine, il était situé à l’emplacement de l’actuelle chapelle Notre-Dame des Sept-Douleurs. La toponymie locale marque son emplacement et le sentier conduisant à la chapelle actuelle est nommé :
Piedsente du marais de la justice
À la fin du XIXe siècle, il sera déplacé vers l'arrière cour du presbytère. En 1992, il sera déplacé devant l'église du village. En 1933, le monument est classé par la Commission Royale des Monuments et des Sites.

##### Le Château (rue Lenoir)
Le château de Grandmetz.
Le Château des Ablens(Chemin des Ablens).

#### Patrimoine religieux

##### L'église paroissiale Saint-Michel (Place du village)
L'église Saint-Michel est l'édifice le plus ancien du village. Il est composé d'un chœur gothique en pierre (XVe et XVIe siècles), d'une nef de deux travées en briques et pierre (XVIe et XVIIe siècles).
En 1911, l'architecte Alphonse Dufour restaure l'édifice et y apporte quelques transformations : construction de la sacristie, de la tour carrée et du baptistère. En 1933, le monument est classé par la Commission Royale des Monuments et des Sites.

##### La chapelle Notre-Dame de Grâces (rue Damerie)
À l'origine, un édifice était situé à l'emplacement de l'actuelle chapelle. Sans datation certaine, il est cependant à l'initiative des moines bénédictins de la congrégation proche de Damerie-les-Moines. L'actuelle chapelle Notre-Dame de Grâce a été érigée en 1695 par la même congrégation moniale.
Cette actuelle construction mesure 8 mètres 50 de longueur sur 5 mètres 60 de largeur et se termine par une abside à trois pans. Elle est éclairée de six ouvertures cintrées mesurant 1 mètre 40 sur 0.70.
L’autel est surmonté d’une niche qui renferme la petite statuette miraculeuse de Notre-Dame de Grâces. Elle a une grande affinité avec les nombreuses statuettes de N.-D. de Grâces répandues dans le pays.

#### Patrimoine naturel
Dix arbres remarquables sont également recensés au sein du village.

## Galerie

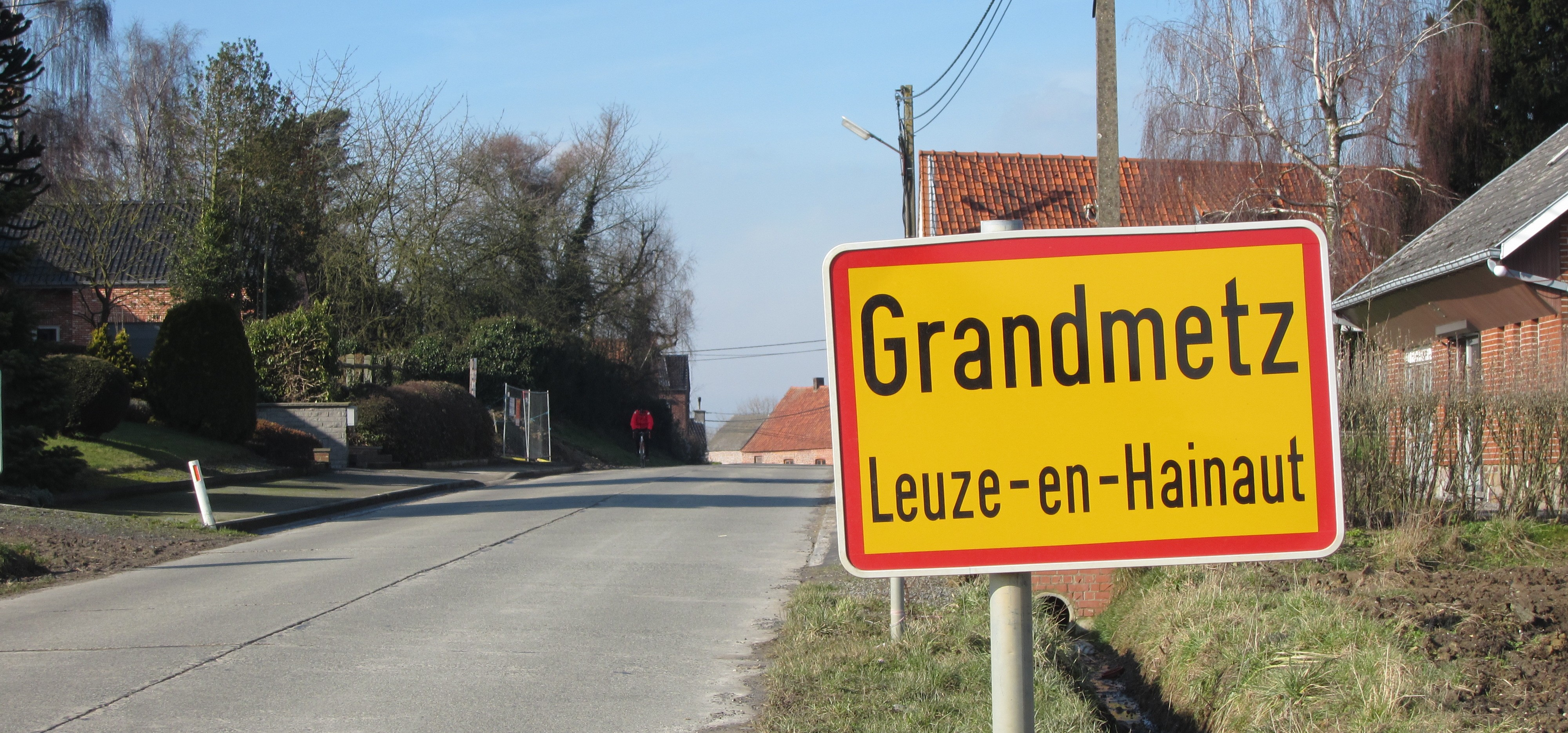
Panneau de signalisation.
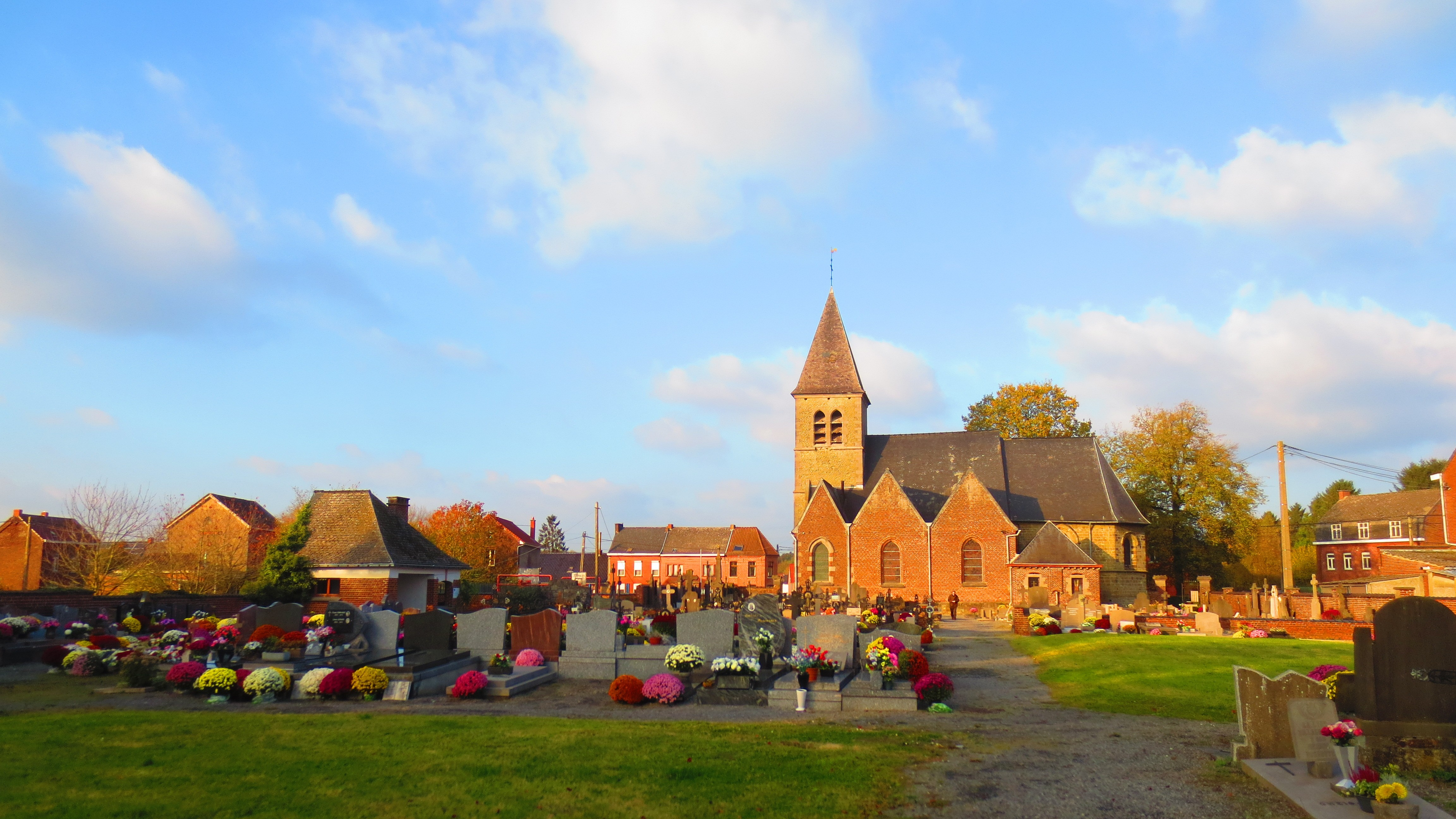
Vue panoramique.
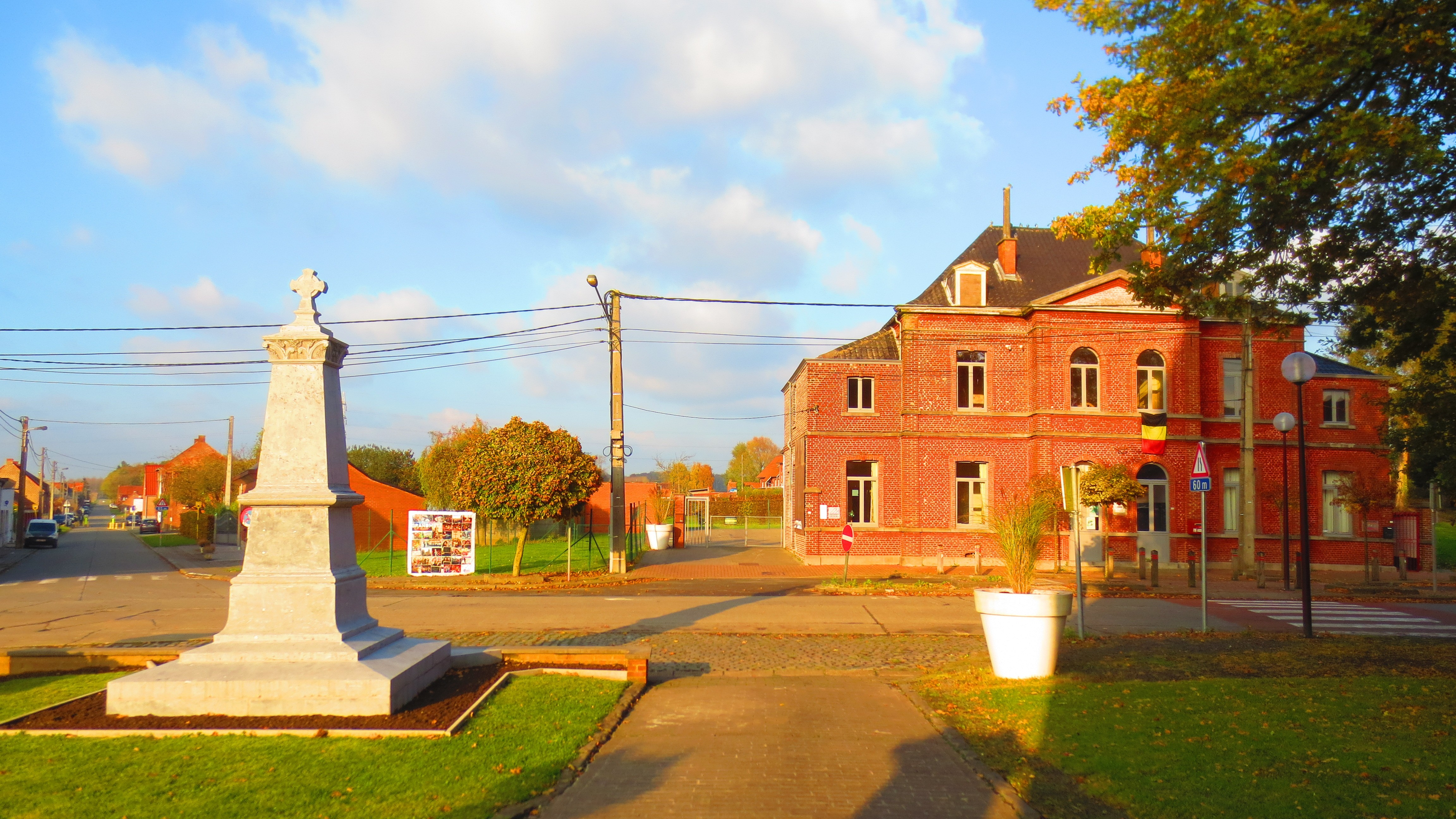
Place.
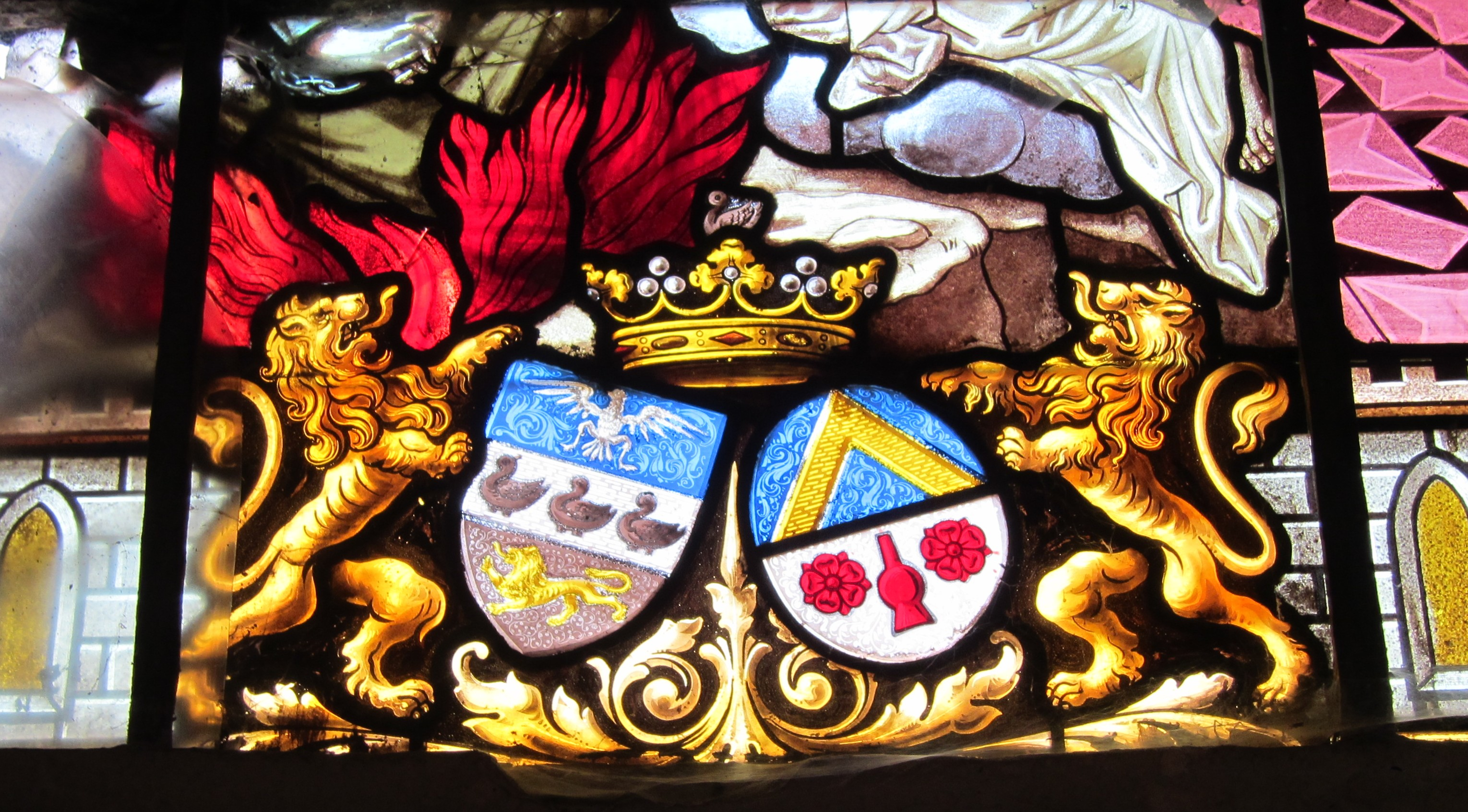
Armoiries.